# Rubia argyi
Rubia argyi là một loài thực vật có hoa trong họ Thiến thảo. Loài này được (H.Lév. & Vaniot) Hara ex Lauener miêu tả khoa học đầu tiên năm 1972.